# Lapte de migdale
Laptele de migdale este o băutură vegetală obținută prin amestecarea migdalelor cu apă, având o consistență lichidă, albă și cremoasă. Procesul de producție presupune înmuierea migdalelor în apă, urmată de măcinare și strecurare, pentru a separa lichidul de pulpa solidă. Această băutură este adesea utilizată ca substituent pentru laptele de origine animală, fiind integrată frecvent în dietele vegane și ale persoanelor intolerante la lactoză.
În varianta comercială, laptele de migdale poate conține aditivi precum emulsifianți pentru a îmbunătăți textura și vitamine (riboflavină, vitamina E, vitamina D) și calciu, cu scopul de a îmbunătăți aportul alimentar al consumatorilor care îl folosesc ca substitut pentru lapte.